# Club Logaritmo Rugby
El Club de Rugby Logaritmo, conocido comúnmente como Logaritmo Rugby Club, es una institución deportiva de rugby con sede en la ciudad de Rosario, provincia de Santa Fe, Argentina. Fundado en 1972, el club se destaca por su compromiso con el desarrollo del rugby en la región y por su enfoque en la formación de jugadores a través de categorías juveniles y mayores.

## Historia
El club fue fundado por estudiantes y profesores de la Facultad de Ciencias Exactas, Ingeniería y Agrimensura de la Universidad Nacional de Rosario, motivo por el cual su nombre hace referencia a un término matemático. Desde sus inicios, Logaritmo se ha caracterizado por ser un club que combina el deporte con la educación y los valores de trabajo en equipo y disciplina.
A lo largo de su historia, ha participado en las principales competencias de rugby de la región, destacándose en el ámbito del Torneo Regional del Litoral, una de las competencias más importantes del rugby del interior argentino.

## Infraestructura
El club cuenta con su sede y campo de juego en la localidad de Ibarlucea, en las afueras de Rosario. Sus instalaciones incluyen canchas de rugby, vestuarios, y espacios para actividades recreativas y sociales, lo que lo convierte en un importante punto de encuentro para jugadores, familias y simpatizantes.
(Referencia: "Infraestructura Deportiva en Rosario", Diario La Capital, 2019)

## Competencias y Logros
Logaritmo Rugby Club compite en el Torneo Regional del Litoral, donde ha enfrentado a clubes destacados de Santa Fe, Entre Ríos y Rosario. Aunque no ha logrado títulos en la máxima categoría, el club es reconocido por su espíritu competitivo y su dedicación al desarrollo de jóvenes talentos.
El club también organiza eventos y torneos locales que promueven el rugby como una actividad formativa y recreativa para todas las edades.
(Referencia: "Resultados del Torneo Regional del Litoral", Revista Scrum, ediciones 2015-2023)
(Referencia: Entrevista con Futbolistas del Club Logaritmo, Canal 5 Rosario, 2025)

## Identidad
- Colores: El club se identifica con los colores rojo y azul, presentes en su uniforme y escudo.
- Apodo: Popularmente conocido como "Loga" entre sus simpatizantes.

## Relación con la Comunidad
Logaritmo se caracteriza por ser un club abierto a la comunidad, participando en actividades benéficas y programas que promueven el deporte como herramienta de inclusión social. Además, mantiene vínculos con instituciones educativas y otros clubes de la región para fomentar el crecimiento del rugby en Rosario y sus alrededores.
(Referencia: "Deporte e Inclusión: el caso de Logaritmo Rugby Club", Informe de la Universidad Nacional de Rosario, 2022)